# 荃灣站
荃灣站（英語：Tsuen Wan Station）是一個位於香港新界荃灣區荃灣西樓角路及大河道北之間，屬於港鐵荃灣綫的鐵路車站，也是荃灣綫的北行終點站，於1982年5月10日啟用。
- 車站外觀（2023年5月）

## 車站結構
荃灣站是荃灣綫的北端終點站，車站位於荃灣市中心北部的青山公路及大河道之間的西樓角路旁，原址為西樓角村。車站旁邊是港鐵荃灣車廠，上蓋是港鐵公司住宅發展項目綠楊新邨。
在前地鐵公司網絡中，荃灣站的結構設計較為獨特，是少數的地面車站之一；加上車站直接設於西樓角路旁邊，故此站與寶琳站及欣澳站成為兩鐵合併前三個可直接由月台走出車站的例子之一。此站另一獨特之處，是在於身為荃灣綫終點站，卻使用了對向式月台設計（原因是荃灣站根據原來規劃並非荃灣綫終點站，詳見#歷史），故車站的西面亦設有露天掉頭路軌，供列車調頭返回2號月台接載乘客或返回荃灣車廠。

### 樓層
| U1                | 大堂 | A–C出入口、客務中心、商店、自助服務、「iCentre」免費上網服務、免費Wi-Fi熱點 |   |  |
| G                 | 月台 | \| 側式 · 開左邊车门 \| \| \| \| \| \| \| \| 荃灣綫往中環（大窩口） \| 2 \| \| \| \| 1 \| 荃灣綫落客 \| \| \| \| 側式 · 開左邊车门 \| \| \| \| \| \| E出口 D出口 \| \| \| \| \| |   |  |
| 側式 · 開左邊车门 |      | |   |  |
|                   |      | 荃灣綫往中環（大窩口） | 2 |  |
|                   | 1    | 荃灣綫落客 |   |  |
| 側式 · 開左邊车门 |      | |   |  |
| E出口 D出口       |      | |   |  |

### 大堂
荃灣站大堂位於U1層，其中大河道北的高架天橋在大堂中央的上方跨過此站；其大堂東面的上方原設有街市，後來該街市納入綠楊坊範圍並改為超級市場。另外由於大堂中間被劃分為付費區，往返大堂兩端的非付費區市民須使用位於站外的行人天橋。
荃灣站大堂安裝了空調，而大堂內亦設有不同類型的商店、自助服務設施、香港郵政郵箱以及港鐵「會員服務站」等。
此外，大堂及月台均設有免費由電訊盈科提供的Wi-Fi熱點。同時，大堂中央的已付費區亦設有「iCentre」免費上網服務設施。
- 車站大堂（2023年5月）
- 大堂外的行人通道（2023年5月）

### 月台
荃灣站月台層位於地面的G層。月台採用一組對向式月台排列，其車站佈局與港島綫杏花邨站相似，荃灣站在啟用早期月台沒有裝設空調，只有在牆身掛設風扇調節月台溫度。及後港鐵於2011年為車站進行月台翻新工程時亦加設通風系統。而兩個月台並已裝設月台閘門。
由於此站為荃灣綫的終點站，故車站1號月台為落客專用月台，因此列車在1號月台落客後，需要繼續前行離開車站，然後再以反方向駛進車站2號月台接載乘客或返回荃灣車廠。
- 1、2號月台（2023年5月）
- 車站掉頭路軌，近港鐵荃灣車廠位置

### 出入口
荃灣站共設有5個出入口，當中A–C出口設於車站大堂，而D、E出口則設於1號月台（落客月台）旁。
其中荃灣站A、B出口連接荃灣行人天橋網絡，而港鐵亦在連接天橋系統的通道編定了出入口編號，即「A1–A4」出口以及「B1–B3」出口；另外站體建築物外側亦設有行人天橋連接車站東西兩端，而在該行人天橋的中央亦設有兩組樓梯連接位於車站上方的大河道北行車天橋的巴士站。
|                                                         |                      | |      |
| 編號                                                    | 指示                 | 建議前往的目的地 | 圖片 |
| 大堂                                                    |                      | |      |
| 出口 · A · 1 · 盲道标志 · 无障碍通道标志 · 同层         | 荃灣站公共運輸交匯處 | 屯馬綫荃灣西站、99廣場、雅麗珊社區中心、綠在路德圍、海壩街官立小學、路德會聖十架學校、力生廣場、南豐中心、新之城、耆康會荃灣長者地區中心、沙咀道遊樂場、地皇廣場、香港家庭計劃指導會荃灣診所、大河道、香港總商會簽證部、荃灣潮州公學、荃灣官立中學、荃灣大會堂、荃灣法院大樓、萬景峯、御凱、荃灣公園、荃新天地、如心廣場 |      |
| 出口 · A · 2                                            | 荃灣站公共運輸交匯處 | 荃灣站公共運輸交匯處 |      |
| 出口 · A · 3 · 同层                                     | 荃灣站公共運輸交匯處 | 愉景新城、中染大廈、8咪半、福來邨、荃灣政府合署、新領域廣場、廉政公署、國際企業中心、嶺南大學持續進修學院、寶安商會王少清中學、荃灣公共圖書館、南豐紗廠、荃錦中心、荃景圍體育館、荃灣警署、荃灣公共圖書館 |      |
| 出口 · A · 4 · 升降机标志 · 扶手电梯标志                | 荃灣站公共運輸交匯處 | 接駁巴士、專綫小巴站、時貿中心、西樓角路 |      |
| 出口 · B · 1 · 升降机标志 · 扶手电梯标志                | 富華中心             | 中華基督教會全完第一小學、爵悅庭、香港中國旅行社、眾安街、明愛社區書院 - 荃灣、富華中心、協和廣場、綠在二陂坊、立坊、工聯會工人醫療所、戴麟趾夫人分科診療所、西樓角花園、城門谷公園、兆和街、大鴻輝（荃灣）中心、御凱、荃新天地2期、荃灣珠寶金飾坊、荃灣街市、楊屋道市政大廈、楊屋道體育館                               |      |
| 出口 · B · 2 · 同层                                     | 富華中心             | 荃灣千色匯I及II、荃灣環境資源中心、賽馬會德華公園、荃灣民政事務處、天佑小學校、街坊工友服務處、悅來酒店、悅來坊、荃灣聖芳濟中學、遠東絲麗酒店、荃昌中心、荃豐中心、荃灣浸信會大樓、荃灣天主教小學、華都中心、仁濟醫院、仁濟醫院周卓明護士學校                                                                            |      |
| 出口 · B · 3 · 升降机标志                               | 富華中心             | 香港考評局荃灣評核中心、香港非物質文化遺產中心、古屋里、港鐵車廠、西樓角路、三棟屋博物館、蕙荃路 |      |
| 出口 · C · 同层                                         | 綠楊新邨／綠楊坊     | 綠楊新邨、香港中華基督教青年會荃灣會所、怡景園、香港道教聯合會圓玄學院石圍角小學、寶血會伍季明紀念學校、廖寶珊紀念書院、綠楊坊、耆康會香港西北區扶輪社長者鄰舍中心、耆康會石圍角護理安老院 |      |
| 1號月台（落客月台）                                     |                      | |      |
| 出口 · D · 同层                                         | 專綫小巴站           | 青山公路、照潭徑、專綫小巴站、時貿中心、美環街、西樓角路、荃景圍 |      |
| 出口 · E                                                | 三棟屋博物館         | 接駁巴士、香港非物質文化遺產中心、、港鐵車廠、西樓角路、三棟屋博物館、蕙荃路 |      |
| 註： 設有 \| 設有 \| 設有 \| 設於同一層 \| 設有扶手電梯 |                      | |      |

### 車站藝術
| 荃灣站藝術品概覽 | 荃灣站藝術品概覽 | 荃灣站藝術品概覽                               | 荃灣站藝術品概覽   | 荃灣站藝術品概覽 |
| 圖片             | 藝術品           | 藝術家                                         | 位置               | 完成日期         |
| ---------------- | ---------------- | ---------------------------------------------- | ------------------ | ---------------- |
|                  | 《流動城市》     | 家樂、鮑卓薇以及荃灣與葵青區學校及青年中心學生 | 車站大堂外行人通道 | 2010年7月        |

## 接駁交通
荃灣站是整個荃灣市中心唯一可供新界的士駛入的地方。同時，在荃灣站附近、南豐中心底層亦設有荃灣站公共運輸交匯處。

### 連接荃灣西站的行人天橋
荃灣站與屯馬綫荃灣西站並非正式的轉車站，乘客若在兩站間轉乘，無論使用八達通還是單程車票，均需當作兩段車程處理，並繳納再入閘收費。雖然兩者並非轉乘車站，但是兩站之間有新界區專線小巴95K線及新界區專線小巴301M線連接（八達通、屯門－南昌全月通加強版及屯門－紅磡全月通加強版可免費轉乘屯馬綫），而在未有荃灣行人天橋網絡時沿大河道步行全程大概需要約30分鐘。荃灣行人天橋擴建計劃原預計於2011年中建成，惟因驗收前才發現橋樑中段有裂紋而須延遲，最後於2013年7月14日才全面開放。然而，因為荃灣碼頭舊運輸大樓被清拆，荃灣西站及荃灣站未有直接以天橋接駁，行人需要在荃灣大會堂或如心廣場返回地面，惟將步行時間縮短至約15分鐘
。不過自荃灣西站C出口重新開啟後，乘客可以用荃灣行人天橋網絡經如心廣場及海之戀商場連接天橋到達荃灣西站C3出口，全程無需返回地面，步行時間須約12分鐘。

## 歷史

### 選址
1967年，英國費爾文霍士及施偉拔顧問公司所發表的《香港集體運輸研究》報告中提及曾建議荃灣站及大窩口站兩個地鐵站設於沙咀道地底。
1970年，顧問公司完成對興建地下鐵路系統的進一步研究，發表《集體運輸計劃總報告書》，當中荃灣支綫大窩口至荃灣的路段預定設於青山公路－荃灣段地底，以明挖回填方式建造。但於1977年獲批興建後，由於荃灣綫工程與其他荃灣區基建同期進行，時任工務司認為荃灣路段在青山公路－荃灣段興建時會嚴重影響路面交通，而且荃灣綫的車廠決定於青山公路－荃灣段以北興建而將走綫北移，荃灣站因而改為設於現時位置。而在兩鐵合併前，車站亦為前香港地鐵系統中位處於最北端車站。

### 荃灣站以西路段
根據1970年的方案，荃灣站只是中途站，並原定在青山公路－荃灣段荃景圍天橋對出的地底興建荃灣西站（與現時屯馬綫荃灣西站沒有關連，位置亦不相同）作為終點站；但因為走綫有否變更皆牽涉收地問題，加上人口不足，不符合成本效益，所以決定取消興建。亦因荃灣站當初定位為中途站的關係，使用了對向式月台設計。雖然該站最終未能落成，但興建荃灣綫的時候，仍有於荃景花園後方鋪設路軌，惟這段掉頭路軌的最遠處基本上不會有列車使用。
1993年4月，政府委託顧問進行《香港鐵路發展研究》，建議興建西部走廊鐵路，並邀請地鐵公司與九廣鐵路公司參與競投。在地鐵的設計方案中，亦包括延長荃灣綫至荃景圍以及下花山一帶作為終點站，並與東涌綫新界西北分支連接為轉乘站，途中增設荃景花園站，但因後來政府決定分拆出第一期並批予九廣鐵路公司興建（即今屬屯馬綫），並在新填海地興建新的荃灣西站以及將有關轉乘站設於美孚站，荃灣綫延長計劃亦隨之取消。
《2023年度香港行政長官施政報告》中，則建議規劃中的中鐵綫於「荃景圍」、「東北荃灣」、「東北葵涌」增設額外三個車站，並將荃灣綫荃灣站以西路段延伸至荃景圍接駁中鐵綫。

### 遷移三棟屋村
在荃灣站建設期間，荃錦公路需要改道，而三棟屋村亦需要搬遷，原址在工程完成後則改建為三棟屋博物館。另外，車站所在地原有不少墓地存在，後因興建車站而搬遷至荃灣川龍附近的響石，成為了現在的響石墳場。

### 1990年代車站大堂翻新工程
1992年，前地鐵公司為整個荃灣站大堂翻新時加入以中國傳統建築特色作為主題，當中車站大堂商店採用以類似四合院設計風格的黃色牆身與綠色屋頂；而在車站大堂較粗大的圓柱躉同樣被鋪上以不同顏色的紙皮石砌出飛龍圖案。
但以上設計特色已隨著車站在2000年代的翻新而消失。

### 站外加建行人天橋
由於荃灣站與大河道北行車天橋設計融為一體，而位於站體外側的行人天橋中央並設有兩條樓梯，供乘客取道前往位於車站上方的大河道北行車天橋的巴士站轉乘巴士，但也礙於設置兩條連接其巴士站的樓梯，讓該行人天橋由原有的約5米被收窄至約2米闊，故容易成為人流樽頸位，後來前地鐵公司遂於2000年代於該位置加建一條平行行人天橋通道，以改善行人流動效率。

### 變更C出口位置及增設D、E出口
2004年，前地鐵公司曾調動大堂商店以及C出口的位置。現時通往綠楊新邨的C出口位置原址為恒生銀行，而舊有C出口通道位置設於現時自動櫃員機的位置。而大堂亦增設升降機連接1號月台；而可供乘客直接由1號月台直達西樓角路路面的D、E出口亦於2005年11月13日啟用。

### 月台閘門
荃灣站於啟用時並未裝設任何月台幕門／閘門。後來港鐵公司於2008年1月決定於前地鐵網絡的所有地面及架空車站加建高約1.5米的月台閘門，以及改善車站通風設計與解決乘客墜軌的問題。為減輕對日常列車服務之影響，有關工程會於平日深夜終止服務的時間進行。而荃灣站與觀塘綫觀塘站屬於第三期月台閘門加裝工程，已於2011年10月完成。

### 翻新月台
除了加裝月台閘門外，港鐵公司亦於前地鐵網絡的所有地面及架空車站進行了月台翻新工程，其中此站的工程已於2011年起展開。工程包括安裝假天花，改善照明，並更換了地板。至於原本為圓柱體的月台支柱，則於四周圍上白色及紅色人造纖維板，故支柱亦變為長方體。

### 反修例事件
- 2019年10月1日，荃灣站多項設施遭到破壞，包括閘機、售票機，而車站月台閘門玻璃亦被打碎等[15][16]。

- 荃灣站遭到破壞的玻璃欄杆
- 荃灣站遭到破壞的閘機
- 月台閘門被釘上鋼板
- 荃灣站遭到破壞的售票機
- 荃灣站一批遭到破壞的月台閘門

### 引用
1. 1 2 3 4   (PDF). 港鐵公司.   [2020-02-20]. （原始内容存档 (PDF)于2021-03-15）.
2. 1 2  . 港鐵. 港鐵公司.   [2020年2月29日]. （原始内容存档于2020年2月21日） （中文（繁體））.
3. ↑  港鐵公司. . 港鐵公司.   [2014年4月13日]. （原始内容存档于2011年2月20日） （中文（香港））.
4. ↑  香港郵政. . 香港郵政.   [2011年12月23日]. （原始内容存档于2011年8月26日） （中文（繁體））.
5. ↑  港鐵公司. . 港鐵公司.   [2016年10月3日]. （原始内容存档于2016年8月26日） （中文（繁體））.
6. ↑  港鐵公司. . 港鐵公司.   [2011年12月23日]. （原始内容存档于2013年9月6日） （中文（繁體））.
7. ↑  港鐵公司. . 港鐵公司.   [2011年12月23日]. （原始内容存档于2011年2月20日） （中文（繁體））.
8. ↑  .   [2022-04-02]. （原始内容存档于2022-07-02）.
9. ↑  . 港鐵.   [2024-04-15]. 原始内容存档于2024-04-17.
10. ↑   (PDF). 香港立法會. 2007年11月  [2012年3月12日]. （原始内容存档 (PDF)于2020年8月4日） （中文（香港））.
11. ↑  . 香港地方.   [2012年3月10日]. （原始内容存档于2011年12月11日） （中文（香港））.
12. ↑  . Facebook—P.NUT Creations 花生検車区.   [2022年2月23日] （中文（香港））.
13. ↑  . South China Morning Post.   [2022-02-25]. （原始内容存档于2022-02-25）.
14. ↑  .   [2020-09-05]. （原始内容存档于2021-03-23）.
15. ↑  . 明報. 2019-10-02  [2020-02-09]. （原始内容存档于2021-03-23）.
16. ↑  . 頭條日報. 2019-10-01  [2020-02-09]. （原始内容存档于2021-03-23）.

## 外部連結
- 港鐵公司－荃灣站街道圖 （页面存档备份，存于）
- 港鐵公司－荃灣站位置圖 （页面存档备份，存于）
- 港鐵公司－荃灣站列車服務時間 （页面存档备份，存于）
- 香港鐵路大典上的相关条目：荃灣站